# Maria regina di Scozia
Maria regina di Scozia (Mary Queen of Scots) è un film del 2018 diretto da Josie Rourke.
Il film biografico, con protagoniste Saoirse Ronan e Margot Robbie, è l'adattamento cinematografico della biografia My Heart Is My Own: The Life of Mary Queen of Scots scritta da John Guy.
Il film narra le vicende di Maria Stuarda, regina di Scozia alla nascita, regina di Francia per matrimonio a soli sedici anni e vedova a diciotto. Tornata nella nativa Scozia, nel frattempo divenuta un paese protestante, si scontra con i suoi lord ribelli ed entra in contrasto con la cugina Elisabetta I d'Inghilterra, di cui rivendica anche il trono.

## Trama
Nel 1561, alla morte di suo marito Francesco II di Francia, Maria Stuarda ritorna in Scozia e si stabilisce presso il suo fratellastro Giacomo Stewart, allo scopo di rivendicare la corona di Scozia e farsi riconoscere come successore da sua cugina Elisabetta I d'Inghilterra. Questa, non sposata e incapace di dare un erede al regno, comincia ad avvertirla come un pericolo, poiché essendo una Stuart potrebbe vantare maggiori diritti sul suo trono. Maria, cattolica, si attira inoltre le antipatie di John Knox, membro del suo consiglio di fede protestante; l'uomo, cui viene tolta la carica, inizia una campagna d'odio contro la regina.
Elisabetta crede che il miglior modo per tenere sotto controllo le mire di Maria sia quella di renderla sua suddita facendole sposare un nobile inglese, così le invia il suo amante Robert Dudley perché la sposi; Maria inizialmente rifiuta, poiché questi non è nobile e inoltre è molto chiaro quanto lui sia innamorato della regina. Elisabetta cerca così un incontro con la cugina, ma viene colpita dal vaiolo; pensando che la regina sia prossima alla morte, Maria accetta il matrimonio con Dudley per aumentare le chance di salire al trono, ma Elisabetta, stravolta dall'amore e dalla malattia, impedisce al suo amante di sposarla. Le invia così Lord Henry Darnley, il quale dice di volersi stabilire in Scozia per la libertà religiosa che Maria concede ai suoi sudditi; la donna sa che le sta mentendo, ma il fascino dell'uomo è tale da colpirla, ed accettare la sua corte.
Il Consiglio di Elisabetta, conscio che il titolo di Lord Darnley in effetti aumenti il diritto di Maria al trono, impone alla sovrana di rimandare Dudley da Maria; anche i consiglieri di quest'ultima ritengono che l'uomo voglia in realtà ottenere la carica di re sposandola. Gli inglesi mandano così degli ambasciatori perché impediscano a Maria di sposare Darnley, ma questa rifiuta perché è ben conscia dell'importanza di questo matrimonio; anche suo fratello, tuttavia, le volta le spalle poiché non vuole andare in guerra contro l'Inghilterra a causa di questa unione. Giacomo si unirà agli inglesi in una rivolta contro Maria, ma questa verrà presto sedata da Maria stessa, che gli risparmia comunque la vita.
Maria sposa Darnley, ma la prima notte di nozze lo scopre a letto col suo amico e musico Davide Rizzio; questi viene perdonato, con la promessa che in futuro farà molta attenzione a non destare scandalo nella corte. Una volta scoperta l'omosessualità di suo marito, Maria lo costringe ad avere un rapporto sessuale con lei allo scopo di avere una gravidanza, che in effetti arriva. Il figlio che porta in grembo sarà erede del trono di Scozia e Inghilterra, cosa che sconvolge il Consiglio inglese. Giacomo intanto si allea col padre di Darnley, che vuole togliere il trono a Maria per darlo a suo figlio, e i due ordiscono un complotto: fanno passare lo stesso Rizzio come amante di Maria e possibile padre del bambino che lei aspetta. Lo stesso Darnley, pur innamorato di Rizzio, è uno dei firmatari del patto. Maria cerca di salvare il suo amico dagli assalitori, ma questo viene pugnalato a morte. L'ultimo a tirare il colpo mortale è lo stesso Darnley: questo segnerà la rottura definitiva tra lui e Maria.
In seguito a questi avvenimenti, Maria si impegna a perdonare suo fratello se questi gli porterà le prove che suo marito è stato tra i complottisti, cosa che in effetti avviene. Maria si riappacifica con Giacomo, e gli chiede di essere un buono zio per il nascituro; scrive inoltre a Elisabetta chiedendole di fargli da madrina. Le due fanno un accordo: se Elisabetta avrà un figlio, questo sarà l'erede al trono di Inghilterra; se morirà senza eredi, sarà il figlio di Maria a salire su entrambi i troni di Scozia e Inghilterra, cosa che sconvolge il Consiglio inglese. Inoltre Maria allontana Darnley, ma rifiuta di divorziare da lui come vorrebbe il Consiglio scozzese. Gli scozzesi propongono così a James Hepburn, duca di Bothwell e guardia personale di Maria, di diventare suo marito in seguito alla morte di Darnley, che viene ucciso nel corso di un attentato esplosivo.
Maria è costretta a fuggire e a sposare Bothwell, poiché il Consiglio le impone di sposare immediatamente uno scozzese. Questo dà a Knox occasione di scagliarsi contro di lei, dipingendola come una prostituta e indicandola come mandante dell'omicidio di Darnley allo scopo di esaudire i suoi desideri sessuali. Il Consiglio, vedendo la sua immagine ormai compromessa, suggerisce a Maria di abdicare e lasciare il trono di Scozia a Giacomo. Bothwell è furioso, ma Maria gli rivela che questo è tutto un piano di suo fratello e del Consiglio per toglierle il regno. Giacomo, che ha preso in ostaggio il figlio neonato di Maria, le chiede di abdicare, ma lei rifiuta e fugge in Inghilterra per cercare protezione da Elisabetta, lasciando il bambino in Scozia.
Elisabetta e Maria si incontrano in gran segreto. Maria chiede a sua cugina protezione e un esercito per riprendersi il trono scozzese; Elisabetta le concede protezione, ma dichiara di non poter aiutare una cattolica. Le due hanno quindi un drammatico confronto durante il quale Maria rinfaccia a Elisabetta di non volerla aiutare solo per mantenere il suo trono; Elisabetta le risponde di aver sempre invidiato la sua bellezza e il fatto di aver avuto un figlio, cose alle quali lei ha rinunciato in favore della ragion di Stato; tuttavia riconosce che queste stesse cose ora stanno portando Maria alla rovina. Successivamente ordina che Maria venga imprigionata in Inghilterra.
Molti anni dopo, Maria viene accusata di aver cospirato contro Elisabetta; questa sa che si tratta di una bugia, ma è costretta a firmare la sua esecuzione. Mentre Elisabetta piange per la sorte della cugina, Maria si reca al patibolo rivelando sotto le vesti un abito rosso che indica il martirio. Nei suoi ultimi istanti prima della decapitazione, Maria pensa a suo figlio e spera che il suo sacrificio lo aiuti a portare pace sul regno.
Successivamente, alla morte di Elisabetta nel 1603, il figlio di Maria, Giacomo, sarà il primo sovrano a regnare su Scozia e Inghilterra.

## Produzione
Inizialmente il film prevedeva la partecipazione di Scarlett Johansson, che avrebbe dovuto iniziare le riprese a metà 2007. Dopo l'abbandono della Johansson il progetto è rimasto fermo per anni.

### Cast
Il 9 agosto 2012 viene annunciato che Saoirse Ronan avrebbe interpretato Maria Stuarda, mentre il 21 aprile 2017 Margot Robbie viene scelta per interpretare la regina Elisabetta I con le riprese fissate all'agosto 2017. Josie Rourke viene scelta per dirigere il film basato su una sceneggiatura adattata da Beau Willimon.
Il 13 giugno 2017, Jack Lowden viene annunciato nel ruolo di Lord Darnley, mentre Joe Alwyn nel ruolo di Robert Dudley. Il 22 giugno 2017 Martin Compston viene scelto per interpretare James Hepburn. Il 23 giugno 2017, anche l'attrice Maria-Victoria Dragus si unisce al cast per interpretare la nobildonna scozzese e amica d'infanzia di Maria, Mary Fleming.  Il 17 agosto 2017, Brendan Coyle, David Tennant e Guy Pearce si uniscono al cast, seguiti da Gemma Chan il giorno successivo. Il 22 agosto, Ismael Cruz Córdova viene selezionato per interpretare Davide Rizzio, amico intimo e confidente di Maria.

### Riprese
Le riprese sono iniziate il 17 agosto 2017, in varie località del Regno Unito, compresa la Scozia.
Margot Robbie e Saoirse Ronan hanno girato una sola scena insieme, alla fine delle riprese, anche se gli storici affermano che le due donne non si incontrarono mai; la Robbie ha girato tutte le sue scene in Inghilterra, mentre la Ronan in Scozia.
Il budget del film è stato di 25 milioni di dollari.

## Promozione
Il primo trailer del film viene diffuso il 12 luglio 2018.

## Distribuzione
La pellicola è stata presentata all'AFI Fest il 15 novembre 2018 e distribuita nelle sale cinematografiche statunitensi a partire dal 7 dicembre 2018, in quelle britanniche dal 18 gennaio 2019 ed in quelle italiane dal 17 gennaio.

## Accoglienza

### Incassi
Maria regina di Scozia ha incassato 16,4 milioni di dollari nel Nord America e 30,2 nel resto del mondo, per un totale di 46,6 milioni di dollari.

### Critica
Sull'aggregatore Rotten Tomatoes il film riceve il 63% delle recensioni professionali positive con un voto medio di 6,19 su 10, basato su 268 critiche, mentre su Metacritic ottiene un punteggio di 60 su 100 basato su 47 critiche.

## Riconoscimenti
- 2019 - Premio Oscar[21]
  - Candidatura per i Migliori costumi ad Alexandra Byrne
  - Candidatura per il miglior trucco e acconciatura a Jenny Shircore, Marc Pilcher e Jessica Brooks
- 2019 - AACTA International Awards[22]
  - Candidatura per la migliore attrice non protagonista a Margot Robbie
- 2019 - British Academy Film Awards[23][24]
  - Candidatura per la migliore attrice non protagonista a Margot Robbie
  - Candidatura per i migliori costumi a Alexandra Byrne
  - Candidatura per il miglior trucco e acconciatura a Jenny Shircore
- 2019 - Critics' Choice Awards[25]
  - Candidatura per i migliori costumi a Alexandra Byrne
  - Candidatura per il miglior trucco e parrucco
- 2019 - Satellite Award[26]
  - Candidatura per il miglior film drammatico
  - Candidatura per la miglior attrice non protagonista a Margot Robbie
  - Candidatura per i migliori costumi ad Alexandra Byrne
- 2019 - Screen Actors Guild Award[27]
  - Candidatura per la miglior attrice non protagonista a Margot Robbie